# Jesús Castro Marte
Jesús Castro Marte (ur. 18 marca 1966 w Guerra) – dominikański duchowny katolicki, biskup pomocniczy Santo Domingo w latach 2017-2020, biskup Nuestra Señora de la Altagracia en Higüey od 2020.

## Życiorys
Święcenia kapłańskie otrzymał w dniu 13 czerwca 1995 i został inkardynowany do archidiecezji Santo Domingo. Pracował głównie jako duszpasterz parafialny, był także m.in. wikariuszem biskupim ds. duchowieństwa oraz rektorem katolickiego uniwersytetu w Santo Domingo.
1 lipca 2017 papież Franciszek biskupem pomocniczym Santo Domingo ze stolicą tytularną Giufi. Sakry udzielił mu 26 sierpnia 2017 arcybiskup Francisco Ozoria Acosta. 30 maja 2020 tenże sam papież przeniósł go na stanowisko biskupa diecezji Nuestra Señora de la Altagracia en Higüey. Ingres odbył 28 lipca 2020. Od 4 lipca 2023 wiceprzewodniczący konferencji biskupów Dominikany.